# Ontmoeting van Hendaye
De ontmoeting van Hendaye vond plaats tussen de Spaanse dictator Francisco Franco en de Duitse dictator Adolf Hitler op 23 oktober 1940 in het station van Hendaye, in bezet Frankrijk, vlak bij de Spaans-Franse grens. De bijeenkomst werd ook bijgewoond door de respectieve ministers van Buitenlandse Zaken, Ramón Serrano Suñer en Joachim von Ribbentrop.

## Beschrijving
De ontmoeting had tot doel om de meningsverschillen op te lossen over de voorwaarden waaronder Spanje zich bij de asmogendheden zou aansluiten in hun oorlog tegen het Britse Rijk. Na gesprekken van meer dan zeven uur leken de Spaanse eisen Hitler echter nog steeds buitensporig: de overdracht van Gibraltar aan Spanje nadat de Britten waren verslagen, de overdracht van Frans-Marokko en een deel van Frans-Algerije, de aanhechting van Frans-Kameroen bij de Spaanse kolonie Spaans-Guinea en Duitse leveringen van voedsel, benzine en wapens om de kritieke Spaanse economische en militaire situatie van Spanje na Spaanse Burgeroorlog te verlichten. Hitler wilde zijn betrekkingen met het Franse Vichy-regime dan weer niet verstoren.
Het enige concrete resultaat was de ondertekening van een geheime overeenkomst waarbij Franco zich ertoe verplichtte op een door hem gekozen datum aan de oorlog deel te nemen, en Hitler gaf slechts vage garanties dat Spanje 'gebieden in Afrika' zou verkrijgen. Een paar dagen later zei Hitler in Duitsland op beroemde wijze tegen Benito Mussolini: "Ik heb liever dat drie of vier van mijn eigen tanden worden uitgetrokken dan nog eens met die man te praten!"
Het is onderwerp van historisch debat of Franco zijn hand overspeelde door te veel van Hitler te eisen voor Spaanse deelname aan de oorlog, of dat hij opzettelijk te veel eiste om deelname aan de oorlog te vermijden.
Daags na de ontmoeting met Franco zou op 24 oktober 1940 in Montoire ook een ontmoeting plaatsvinden tussen Hitler en de Franse maarschalk Philippe Pétain.